# Enchytraeidae
Enchytraeidae is een familie in de orde van Haplotaxida. Ze lijken op kleine regenwormen. De familie omvat zowel terrestrische soorten die bekend staan als potwormen als soorten die in het water voorkomen.

## Kenmerken
Afhankelijk van de soort hebben volwassen enchytraeus een lichaamslengte tussen de vijf en 30 mm. De lichamen van de dieren zijn langwerpig met een ronde doorsnede. Enchytraea zijn nauwelijks gepigmenteerd. Hun kleur kan wit, geelachtig, kleurloos en transparant zijn, zodat hun darminhoud zichtbaar is. Het bloed van de meeste enchytraea is ook kleurloos. Hun relatie met regenwormen blijkt uit de gelijkmatige lichaamssegmenten en de aanwezigheid van de gordel (clitellum). Afhankelijk van de soort, en binnen de soort, verschilt het aantal segmenten. Bij een volwassen dier kan het eerste, borstelloze segment (peristomium) worden gevolgd door minder dan 20, maar ook meer dan 70 borstelsegmenten. Elk borstelsegment is uitgerust met twee dorsolaterale (achterkant) en twee ventrolaterale (buikkant) borstelbundels van twee tot zes beweegbare borstelharen.

## Geslachten
Het omvat de volgende geslachten:
- Achaeta - Aegialina - Analycus - Archienchytraeus - Aspidodrilus - Barbidrilus - Bryodrilus - Bryohenlea - Buchholzia - Cernosvitoviella - Chamaedrilus - Chirodrillus - Christensenidrilus - Claparedrilus - Cognettia - Cotinchytraeus - Distichopus - Echinodrilus - Edmondiella - Enchylea - Enchytaeoides - Enchytraeus - Enchytronia - Euenchytraeus - Fridericia - Grania - Guaranidrilus - Halodrillus - Hemienchytraeus - Hemifridericia - Hemigrania - Hemihenlea - Henlea - Henleanella - Hepatogaster - Hydrenchytraeus - Isosetosa - Litorea - Lumbricillus - Marionia - Marionina - Melanenchytraeus - Mesenchytraeus - Michaelsena - Michaelseniella - Neoenchytraeus - Pachydrilus - Palpenchytraeus - Parenchytraeus - Pelmatodrilus - Pseudenchytraeus - Punahenlea - Randidrilus - Saenuris - Sinenchytraeus - Stephensoniella - Stercutus - Tupidrilus - Udekemiana - Xetadrilus